# Ommatius serrajiboiensis
Ommatius serrajiboiensis är en tvåvingeart som beskrevs av Vieira, Castro och Freddy Bravo 2004. Ommatius serrajiboiensis ingår i släktet Ommatius och familjen rovflugor. Inga underarter finns listade i Catalogue of Life.